# 1925 na música

## Nascimentos
| Data            | Nome           | Profissão                | Nacionalidade  | Observações | Ref |
| --------------- | -------------- | ------------------------ | -------------- | ----------- | --- |
| 16 de Fevereiro | Carlos Paredes | guitarrista e compositor | Portugal       | m. 2004     |     |
| 3 de Março      | Joe Sentieri   | cantor                   | Itália         | m. 2007     |     |
| 6 de Março      | Wes Montgomery | guitarrista de jazz      | Estados Unidos | m. 1968     |     |
| 16 de Setembro  | BB King        | músico                   | Estados Unidos | m. 2015     |     |
| 21 de Outubro   | Celia Cruz     | cantora                  | Cuba cubana    | m. 2003     |     |

## Mortes
| Data       | Nome       | Profissão             | Nacionalidade | Observações | Ref |
| ---------- | ---------- | --------------------- | ------------- | ----------- | --- |
| 1 de Julho | Erik Satie | compositor e pianista | França        | n. 1866     |     |